# Tibor Kangyal
Tibor Kangyal (Budapest, 28 maggio 1942) è un ex cestista ungherese.

## Carriera
Con l'Ungheria ha disputato i Giochi olimpici di Tokyo 1964 e due edizioni dei Campionati europei (1963, 1967).